# باول إرليش
باول إرليش (بالألمانية: Paul Ehrlich) ـ (14 مارس 1854 ـ 20 أغسطس 1915.) هو طبيب ألماني يهودي كان متخصصًا في علم الدم وعلم المناعة والعلاج الكيميائي. أشتهر بأبحاثه في المناعة الذاتية واكتشافه عقار سلفرسان، وهو أول عقار استخدم خصيصًا لعلاج مرض الزهري، كما ابتكر طريقة لصبغ البكتريا كانت مقدمة لطريقة غرام التي اكتشفها هانس كريستيان غرام في وقت لاحق. حصل إرليش على  جائزة نوبل في الطب سنة 1908 مناصفة مع العالم الروسي إيليا متشنيكوف.
اكتشف مختبره Arsphenamine (Salvarsan)، وهو أول علاج طبي فعال لمرض الزهري، وبالتالي بدأ وتسمية مفهوم العلاج الكيميائي. ابتكر إيرليش مفهوم الوصفة السحرية. كما قدم مساهمة حاسمة في تطوير مصل مضاد لمكافحة الدفتيريا ووضع طريقة لتوحيد الأمصال العلاجية.
في عام 1908، حصل على جائزة نوبل في علم وظائف الأعضاء أو الطب لمساهماته في علم المناعة. كان المؤسس والمدير الأول لما يُعرف الآن باسم معهد بول إيرليش، وهو عبارة عن مؤسسة بحثية ألمانية وهيئة تنظيمية طبية وهو المعهد الفيدرالي للأمصال والأدوية الحيوية. سمي جنس من بكتيريا الريكتسيال، إيرليشيا، من بعده.

## الحياة والوظيفة
ولد إيرليش في 14 مارس 1854 في شترلين في مقاطعة سيليزيا السفلى البروسية في جنوب غرب بولندا الآن. كان الطفل الثاني لروزا (ويغيرت) وإسمار إيرليش، زعيم الجالية اليهودية المحلية. كان والده صاحب نزل وتقطير الخمور وجامع اليانصيب الملكي في شترلين، وهي بلدة يبلغ عدد سكانها نحو 5000 نسمة. كان جده، هيمان إيرليش، مدير تقطير وحانة ناجحًا إلى حد ما. كان إيرليش عم فريتز ويغيرت وابن عم كارل ويغيرت.
بعد المدرسة الابتدائية، التحق بول بالمدرسة الثانوية الشهيرة ماريا ماجدالينن في بريسلاو، حيث التقى بألبرت نيسر، الذي أصبح لاحقًا زميلًا محترفًا. عندما كان تلميذًا (مستوحى من ابن عمه كارل ويغرت الذي كان يمتلك أحد الميكروتومات الأولى)، أصبح مفتونًا بعملية تلطيخ مواد الأنسجة المجهرية. احتفظ بهذا الاهتمام خلال دراساته الطبية اللاحقة في جامعات فروتسواف وستراسبورغ وفريبورغ إم بريسغاو ولايبزيغ. بعد حصوله على الدكتوراه في عام 1882، عمل في شاريتي في برلين كمساعد مدير طبي تحت إشراف ثيودور فريركس، مؤسس الطب السريري التجريبي، مع التركيز على علم الأنسجة وأمراض الدم وكيمياء الألوان (الأصباغ).
تزوج هيدفيغ بينكوس (1864-1948) في عام 1883 في الكنيس اليهودي في نيوستادت (الآن برودنيك، بولندا). كان للزوجين ابنتان، ستيفاني وماريان. كانت هيدفيغ أخت ماكس بينكوس، التي كانت مالكة لمصنع النسيج في المدينة الجديدة، المعروف فيما بعد باسم زد بّي بي (فروتكس). استقر في فيلا عائلة فرانكل الواقعة في شارع فيسينير في المدينة الحديثة.
بعد الانتهاء من تعليمه السريري وتأهيله في كلية الطب الشهيرة شاريتيه والمستشفى التعليمي في برلين في عام 1886، سافر إيرليش إلى مصر ودول أخرى في عامي 1888 و1889، جزئيًا لعلاج حالة مرض السل التي تعاقد معها في المختبر. عند عودته أسس عيادة طبية خاصة ومختبرًا صغيرًا في برلين شتيجليتز. في عام 1891، دعا روبرت كوخ إيرليش للانضمام إلى فريق العمل في معهد برلين للأمراض المعدية، حيث أنشئ في عام 1896 فرع جديد، وهو معهد أبحاث المصل واختبارها (Institut für Serumforschung und Serumprüfung)، لتخصص إيرليش. عيّن إيرليش المدير المؤسس لها.
في عام 1899، انتقل معهده إلى فرانكفورت أم ماين وتغير اسمه إلى معهد العلاج التجريبي (Institut für experienceelle Therapie). كان أحد مساعديه المهمين هناك ماكس نيسر. في عام 1904، حصل إيرليش على منصب أستاذ فخري من جامعة غوتنغن. في عام 1906، أصبح إيرليش مديرًا لـ Georg Speyer House في فرانكفورت، وهي مؤسسة بحثية خاصة تابعة لمعهده. اكتشف هنا في عام 1909 أول دواء يتم استهدافه ضد أحد مسببات الأمراض المحددة: سالفارسان، وهو علاج لمرض الزهري، والذي كان في ذلك الوقت أحد أكثر الأمراض المميتة والمعدية في أوروبا. في عام 1914، حصل إيرليش على جائزة كاميرون من جامعة إدنبرة. من بين العلماء الأجانب الضيوف الذين يعملون مع إيرليش في معهده اثنان من الفائزين بجائزة نوبل، هنري هاليت ديل وبول كارير. غير اسم المعهد إلى معهد بول إيرليش تكريمًا له في عام 1947.
في عام 1914، وقع إيرليش على بيان الثلاثة والتسعين الذي كان دفاعًا عن سياسة ألمانيا في الحرب العالمية الأولى والنزعة العسكرية. في 17 أغسطس 1915، أصيب بنوبة قلبية وتوفي في 20 أغسطس في باد هومبورغ. كتب فيلهلم الثاني، الإمبراطور الألماني، في برقية تعزية: أنا، مع العالم المتحضر بأسره، نحزن على وفاة هذا الباحث الجدير بالتقدير لخدمته العظيمة في العلوم الطبية ومعاناة الإنسانية؛ يضمن عمله في حياته شهرة خالدة وامتنانًا كل من معاصريه وذريته.
دفن بول إيرليش في المقبرة اليهودية القديمة في فرانكفورت (بلوك 114 شمالًا).

## البحث

### تلوين الدم
في أوائل سبعينيات القرن التاسع عشر، كان ابن عم إيرليش، كارل ويغرت، أول شخص يلطخ البكتيريا بالأصباغ ويقدم أصباغ الأنيلين للدراسات النسيجية والتشخيصات البكتيرية. خلال دراسته في ستراسبورغ تحت إشراف عالم التشريح هاينريش فيلهلم فالدير، واصل إيرليش البحث الذي بدأه ابن عمه في الأصباغ والأنسجة المصبوغة للدراسة المجهرية. أمضى الفصل الدراسي الثامن في جامعته في فرايبورغ إم بريسغاو باحثًا بشكل أساسي عن صبغة الداليا الحمراء (monophenylrosanilin)، ما أدى إلى نشره لأول مرة.
في عام 1878 تابع مشرف أطروحته يوليوس فريدريش كوهنهايم إلى لايبزيغ، وحصل في ذلك العام على درجة الدكتوراه مع أطروحة بعنوان مساهمات في نظرية وممارسة التلوين النسيجي (Beiträge zur Theorie und Praxis der histologischen Färbung).
كان اكتشاف نوع خلية جديد من أبرز نتائج تحقيقات أطروحته. اكتشف إيرليش في بروتوبلازم خلايا البلازما المفترضة حبيبات يمكن رؤيتها بمساعدة صبغة قلوية. لقد اعتقد أن هذه الحبيبات كانت علامة على التغذية الجيدة، وبالتالي أطلق على هذه الخلايا الخلايا البدينة (من الكلمة الألمانية التي تعني علفًا لتسمين الحيوانات، ماست). كان هذا التركيز على الكيمياء غير عادي بالنسبة لأطروحة طبية. في ذلك، قدم إيرليش مجموعة كاملة من تقنيات التلوين المعروفة وكيمياء الأصباغ المستخدمة. أثناء وجوده في شاريتيه، شرح إيرليش بالتفصيل تمايز خلايا الدم البيضاء وفقًا لحبيباتها المختلفة. كان الشرط المسبق هو تقنية العينة الجافة، والتي طورها أيضًا. وضعت قطرة دم بين شريحتين زجاجيتين وسخنت فوق موقد بنسن لإصلاح خلايا الدم مع السماح لها بالتلوين. استخدم إيرليش كلًا من الأصباغ القلوية والحمضية، كما ابتكر أصباغًا جديدة محايدة. أتاح ذلك لأول مرة تمييز الخلايا الليمفاوية بين الكريات البيض (خلايا الدم البيضاء). من خلال دراسة تحبيبها، تمكن من التمييز بين الخلايا الليمفاوية غير الحبيبية، والكريات البيضاء أحادية النواة ومتعددة النواة، والخلايا الحبيبية الحمضية، والخلايا البدينة.
ابتداءً من عام 1880، درس إيرليش أيضًا خلايا الدم الحمراء. أظهر وجود خلايا الدم الحمراء ذات النواة، والتي قسمتها إلى أرومات سوية، أرومات ضخمة، أرومات ميكروبلاستية وأرومات بنية. لقد اكتشف سلائف كريات الدم الحمراء. وهكذا وضع إيرليش أيضًا الأساس لتحليل فقر الدم، بعد أن وضع الأساس لتنظيم اللوكيميا من خلال تحقيقه في خلايا الدم البيضاء.
تضمنت مهامه في شاريتيه تحليل عينات دم وبول المرضى. في عام 1881 نشر اختبارًا جديدًا للبول يمكن استخدامه للتمييز بين أنواع مختلفة من التيفود وحالات الإسهال البسيطة. جعلت شدة التلوين من الممكن تشخيص المرض. يُعرف محلول الصبغة الذي استخدمه اليوم باسم كاشف إيرليش. كان الإنجاز العظيم الذي حققه إيرليش، ولكنه أيضًا مصدرًا للمشاكل خلال مسيرته المهنية اللاحقة، هو أنه بدأ حقلًا جديدًا من الدراسة يربط بين الكيمياء والبيولوجيا والطب. رفضت الكثير من أعماله من قبل مهنة الطب، التي كانت تفتقر إلى المعرفة الكيميائية اللازمة. كما كان يعني أنه لم يكن هناك استاذة مناسبة في الأفق لإيرليش.

## أبحاثه

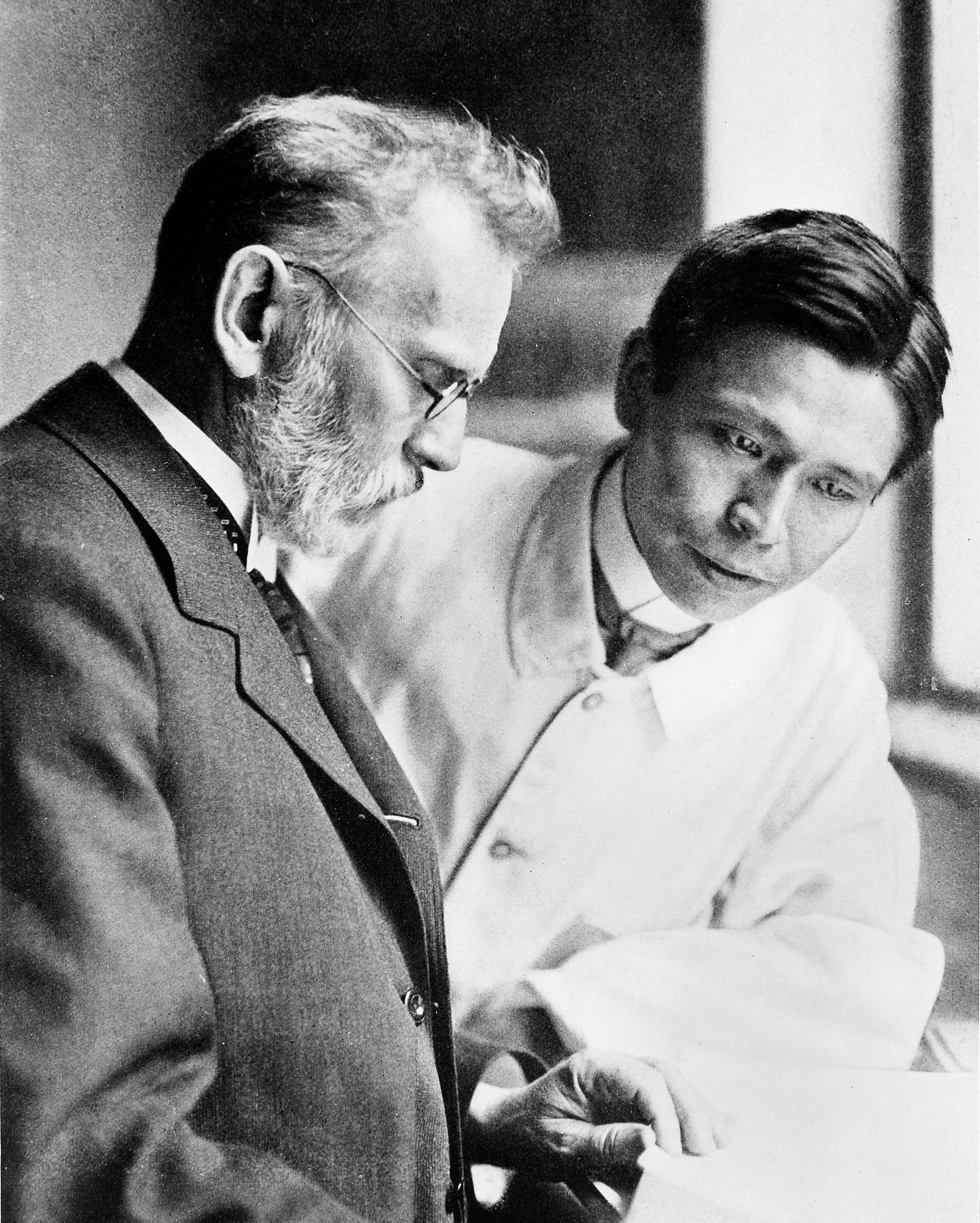
بول إرليش مع عالم الجراثيم الياباني ساهاتشيرو هاتا، مكتشف عقار أرسفينامين

- قام إرليش بتحديد جرعات المصل المضاد للدفتيريا الذي اكتشفه بهرنغ
- وضع إرليش نظرية مفادها أن هناك مواداً تعمل كـ «رصاصات سحرية» تقوم بمهاجمة الكائنات المسببة للمرض فقط دون أن تلحق الضرر بالجسم المصاب بها، وكانت هذه النظرية هي الانطلاقة الحقيقية للعلاج الكيميائي.
- اكتشف فاعلية صبغة التريبان في علاج مرض النوم.
- قام في سنة 1910 بتخليق مادة السلفارسان لعلاج داء الزهري.
- قام بأبحاث حول عدم تناول الدماغ للأصباغ التي يتم حقنها في باقي أعضاء الجسم، وهذه الأبحاث استمرت حتى تم اكتشاف الحاجز الدموي الدماغي.

## حياته الأسرية
في سنة 1883 تزوج إرليش من هيدفيغ بينكوس (التي كانت آنذاك في التاسعة عشرة من عمرها) وأنجبا ابنتين هما شتيفاني وماريان. تزوجت ماريان فيما بعد من عالم الرياضيات اليهودي الألماني البارز إدموند لاندو.

## وفاته
عن عمر يناهز واحدًا وستين عامًا، توفي إرليش في 20 أغسطس 1915 باد هومبورغ بولاية هسن من مضاعفات نوبة قلبية كانت قد أصابته في 17 أغسطس، ودفن في المقبرة اليهودية في رات بايل شتراسه بمدينة فرانكفورت. وقد كان من بين كلمات الرثاء التي كُتبت فيه بعد وفاته برقية أرسلها القيصر الألماني جاء فيها:
| باول إرليش | إنني ـ وكل العالم المتحضر ـ نأسف لوفاة هذا الباحث النابه، لخدماته التي أسداها إلى العلم الطبي والبشرية المعذبة. ولسوف يكفل له ما أنجزه أثناء حياته صيتًا لا يموت، وعرفانًا من معاصريه ولاحقيه على حد سواء. | باول إرليش |

## روابط خارجية
- باول إرليش على موقع الموسوعة البريطانية (الإنجليزية)
- باول إرليش على موقع إن إن دي بي (الإنجليزية)